# 유럽 수구 선수권 대회
유럽 수구 선수권 대회(European Water Polo Championship)는 유럽 수영 연맹(LEN)에 의해 개최되는 수구 대회이다. 1926년 헝가리의 부다페스트에서 처음 개최되었다.